# Luiza Zalewska-Karłowska
Luiza Zalewska-Karłowska (ur. 1970) – polska dziennikarka prasowa.

## Kariera
Pracę dziennikarską zaczynała w dzienniku „Życie Warszawy” w czasach kierownictwa Kazimierza Wóycickiego i Tomasza Wołka. Razem z większością zespołu przeszła w 1996 roku do założonego przez Wołka dziennika „Życie”. Pracowała tam do roku 1999, potem przeniosła się do „Rzeczpospolitej”.
Opisała m.in. aferę Rywina i aferę Orlenu. O głównych postaciach tych wydarzeń pisała w książce „System Rywina czyli druga strona III Rzeczypospolitej”.
Z „Rzeczpospolitej” odeszła w 2005 roku w proteście przeciwko zwolnieniu Bronisława Wildsteina. Została dziennikarką „Newsweeka”, a w 2007 roku publicystką „Dziennika”.
Po połączeniu się tego tytułu z „Gazetą Prawną” pracowała w weekendowym Magazynie DGP. Niedługo później została zwolniona z „Dziennika Gazety Prawnej”. Założyła własną firmę dobraulica.pl oraz serwis mapakryminalna.pl. W marcu 2016 rozpoczęła pracę jako ekspert ds. multimediów biura prasowego Kancelarii Prezydenta RP Andrzeja Dudy (szefem biura był wówczas Marek Magierowski).
Za raport o polskich mediach w 2000 roku została nagrodzona (wraz z Jackiem Lutomskim i Krzysztofem Gottesmanem) przez Stowarzyszenie Dziennikarzy Polskich Nagrodą Główną Wolności Słowa. W 2003 otrzymała nominację do Nagrody Mediów Niptel. Za ujawnienie w 2003 r. bilingów głównych bohaterów afery Rywina otrzymała nominację do nagrody Grand Press w kategorii news. W marcu 2012 otrzymała Nagrodę Główną w konkursie Polskiej Agencji Rozwoju Przedsiębiorczości za popularyzację „innowacyjności w ciekawy i przystępny sposób”.
Prezes Stowarzyszenia Wyględów, skupiającego mieszkańców i sympatyków osiedla na Górnym Mokotowie w Warszawie. W 2015, jako przewodnicząca Rady Rodziców Szkoły Podstawowej nr 205 w Warszawie, zorganizowała po raz pierwszy w stolicy akcję Rowerowy Maj, propagującą dojazd dzieci do szkół ekologicznymi formami transportu.